# Radha

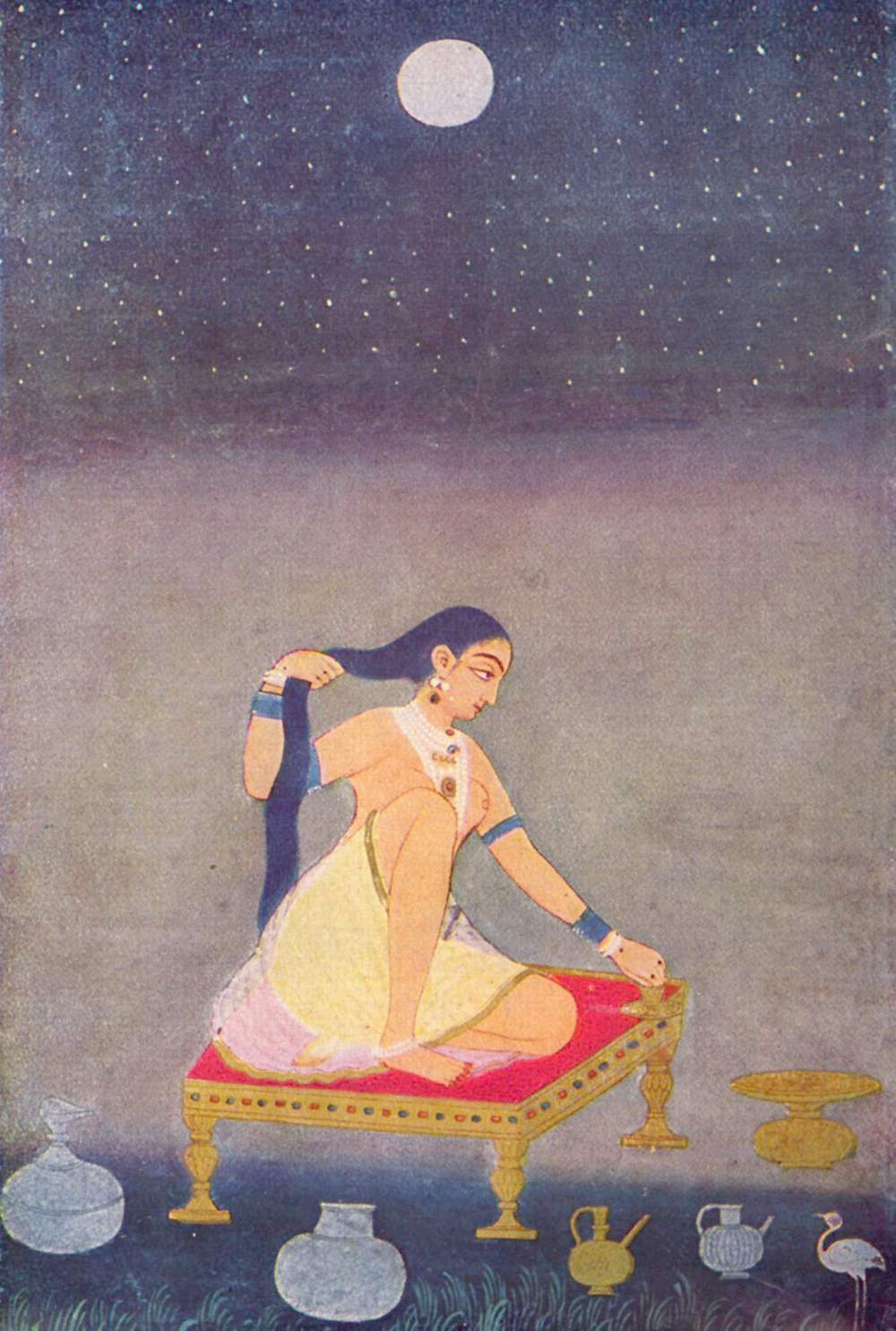
Radha. Målning från 1600-talet

Radha är en gopi (sanskrit för herdinna) inom indisk mytologi och dyrkas ofta som en gudinna. I hinduiska heliga texter berättas det om Radha och den kärleksrelation hon har till guden Krishna, en av Vishnus avatarer. Radha är en av många gopier som är förälskad i Krishna, men hon omtalas som hans favorit. Berättelserna som utspelar sig i skogen Vrindavana i byn Vraj skildrar kärlekslekar mellan Krishna och gopierna. Andra texter är mer fokuserade på just Radha och den passion de två har tillsammans. Hennes besatthet, väntan och längtan efter Krishna är också centrala skildringar, så som hur plågsamt det är för Radha att inte alltid kunna var med den som hon älskar så mycket.
Det finns många berättelser om Krishna, men i just dessa som handlar om gopierna är Krishna en ung herde och fortfarande ogift. Radha däremot är gift med en annan herde och därför sker deras kärleksmöten i hemlighet. Olika teologiska tolkningar har gjorts kring texterna om Radha och hon ses ibland som en förebild för hur individen bör hänge sig till sin gud. Berättelserna har också inspirerat i konsten och vanligt motiv är Radha vid sidan av Krishna som spelar sin flöjt eller Radha som sitter och väntar på Krishna.